# 올림픽 탄자니아 선수단
탄자니아는 1964년 올림픽에 처음 참가한 이후 보이콧된 1976년 대회를 제외하고 모든 하계 올림픽에 선수단을 파견해 왔으며 동계 올림픽에는 참가한 적이 없다.
탄자니아 선수들은 육상 부문에서 총 2개의 메달을 획득했다.
탄자니아 국가 올림픽 위원회는 1968년에 창설되었으며 같은 해 국제 올림픽 위원회의 승인을 받았다.
탄자니아가 올림픽에 공식적으로 참가한 종목 목록은 오랫동안 변하지 않았으나 최근 들어 변동이 있었다. 탄자니아는 최근 몇 년 동안 참가 선수들의 분야를 다양화하기 시작했다. 탄자니아는 2008년 베이징 하계 올림픽에서 올림픽 수영계에 처음으로 모습을 드러냈다. 첫 번째 팀에는 탄자니아의 친숙한 육상 영역 밖의 스포츠에 참가하는 국내 최초의 여성 선수가 포함되었다. 탄자니아는 또한 2012년 런던 하계 올림픽에 파견된 여성 수영 팀에도 포함되었다. 국가 올림픽 참가의 다양화에도 불구하고, 국가 올림픽 팀의 선수단 규모는 여전히 작다.

## 대회별 메달 집계

### 하계 올림픽 메달 집계
| 경기                  | 선수          | 금   | 은   | 동   | 합계 | 순위 |
| 1964년 도쿄           | 4             | 0    | 0    | 0    | 0    | -    |
| 1968년 멕시코시티     | 4             | 0    | 0    | 0    | 0    | -    |
| 1972년 뮌헨           | 15            | 0    | 0    | 0    | 0    | -    |
| 1976년 몬트리올       | 불참          | 불참 | 불참 | 불참 | 불참 | 불참 |
| 1980년 모스크바       | 41            | 0    | 2    | 0    | 2    | 28   |
| 1984년 로스앤젤레스   | 18            | 0    | 0    | 0    | 0    | -    |
| 1988년 서울           | 10            | 0    | 0    | 0    | 0    | -    |
| 1992년 바르셀로나     | 9             | 0    | 0    | 0    | 0    | -    |
| 1996년 애틀랜타       | 7             | 0    | 0    | 0    | 0    | -    |
| 2000년 시드니         | 4             | 0    | 0    | 0    | 0    | -    |
| 2004년 아테네         | 8             | 0    | 0    | 0    | 0    | -    |
| 2008년 베이징         | 10            | 0    | 0    | 0    | 0    | -    |
| 2012년 런던           | 6             | 0    | 0    | 0    | 0    | -    |
| 2016년 리우데자네이루 | 7             | 0    | 0    | 0    | 0    | -    |
| 2020년 도쿄           | 3             | 0    | 0    | 0    | 0    | -    |
| 2024년 파리           | 미래의 이벤트 |      |      |      |      |      |
| 2028년 로스앤젤레스   | 미래의 이벤트 |      |      |      |      |      |
| 2032년 브리즈번       | 미래의 이벤트 |      |      |      |      |      |
| 합계                  | 합계          | 0    | 2    | 0    | 2    | 121  |

### 종목별 메달
| 종목       | 금 | 은 | 동 | 합계 |
| ---------- | -- | -- | -- | ---- |
| 육상       | 0  | 2  | 0  | 2    |
| 합계 (1개) | 0  | 2  | 0  | 2    |